# Бот, Андрис
Андрис Бот (нидерл. Andries Both; Между 1612 и 1613, Утрехт — 23 марта 1642, Венеция) — голландский художник бытового жанра Золотого века голландской живописи. Романист. Живописец, рисовальщик и гравёр в технике офорта. Старший брат Яна Бота.

## Жизнь и творчество
Андрис был старшим братом художника Яна Бота, он родился в Утрехте, в центральной части Нидерландов, в семье живописца по стеклу Дирка Бота. По сведениям Арнольдa Хоубракена, братья Ян и Андрис учились рисунку и живописи у отца. Позже Ян был учеником Абрахама Блумарта. Ещё позднее, около 1635 года, братья отправились в Рим через Францию Францию.
Около 1632 года братья (вместе или поочерёдно) отправились в Италию. В том же 1632 году Андрис упоминается в Венеции, а с 1635 года — в Риме, где братья стали членами общества «Перелётные птицы», или «Бент» (нидерл. bent — клуб, собрание, нидерл. Bent vogels — перелётные птицы, или нидерл. Bentvueghels — «птицы пера») — сообщество, или «братство», иностранных художников, прибывавших в католический Рим из северных стран (главным образом из Нидерландов и Германии).
Андрис делил мастерскую с утрехтским живописцем Яном ван Каустереном, а позже со своим братом Яном. В 1641 году братья покинули Рим, чтобы отправиться обратно в Нидерланды, но Андрис стал жертвой несчастного случая, он утонул в одном из каналов Венеции, когда возвращался с каких-то празднеств.
Работы Андриса Бота представляют собой небольшие картины в духе группы художников бамбоччанти с изображением сценок из народной жизни: «бродяг, резвящихся детей, странствующих актёров, крестьян и нищих, решённых с юмором и некоторой долей сентиментальности». Однако работы Андриса Бота отличаются особенно дерзким, порой возмутительным содержанием. Его картины похожи на произведения Адриана Брауэра и Адриана ван Остаде. Он уделял особое внимание контрастам светотени. Он также хорошо изображал животных. Часто Андрис писал картины вместе с братом: Ян писал пейзаж, Андрис украшал его фигурами людей и животных.

## Галерея

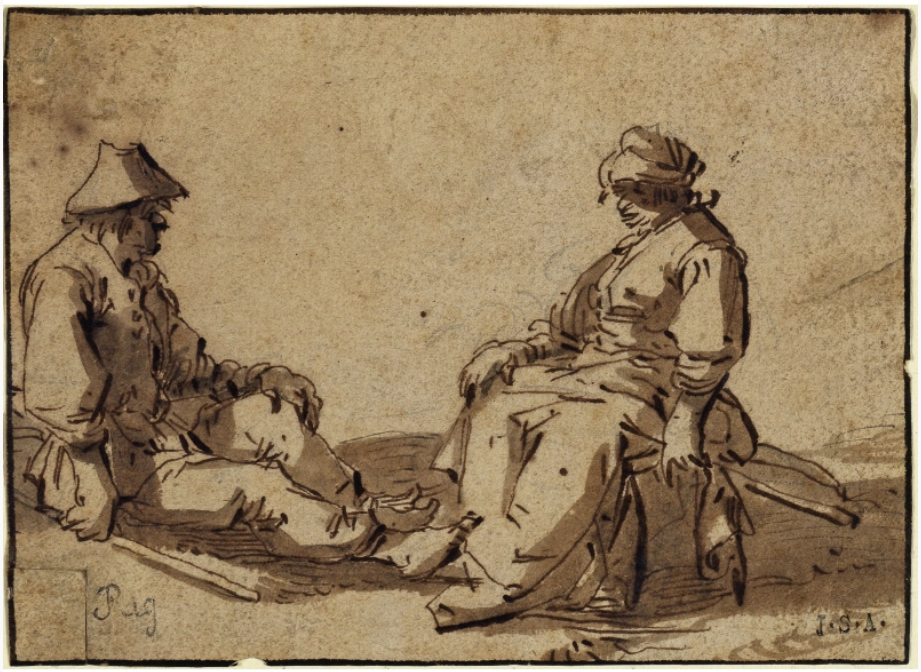
Пара сидящих крестьян. Между 1612 и 1641. Бумага, тушь, перо, кисть. Гравюрный кабинет, Берлин
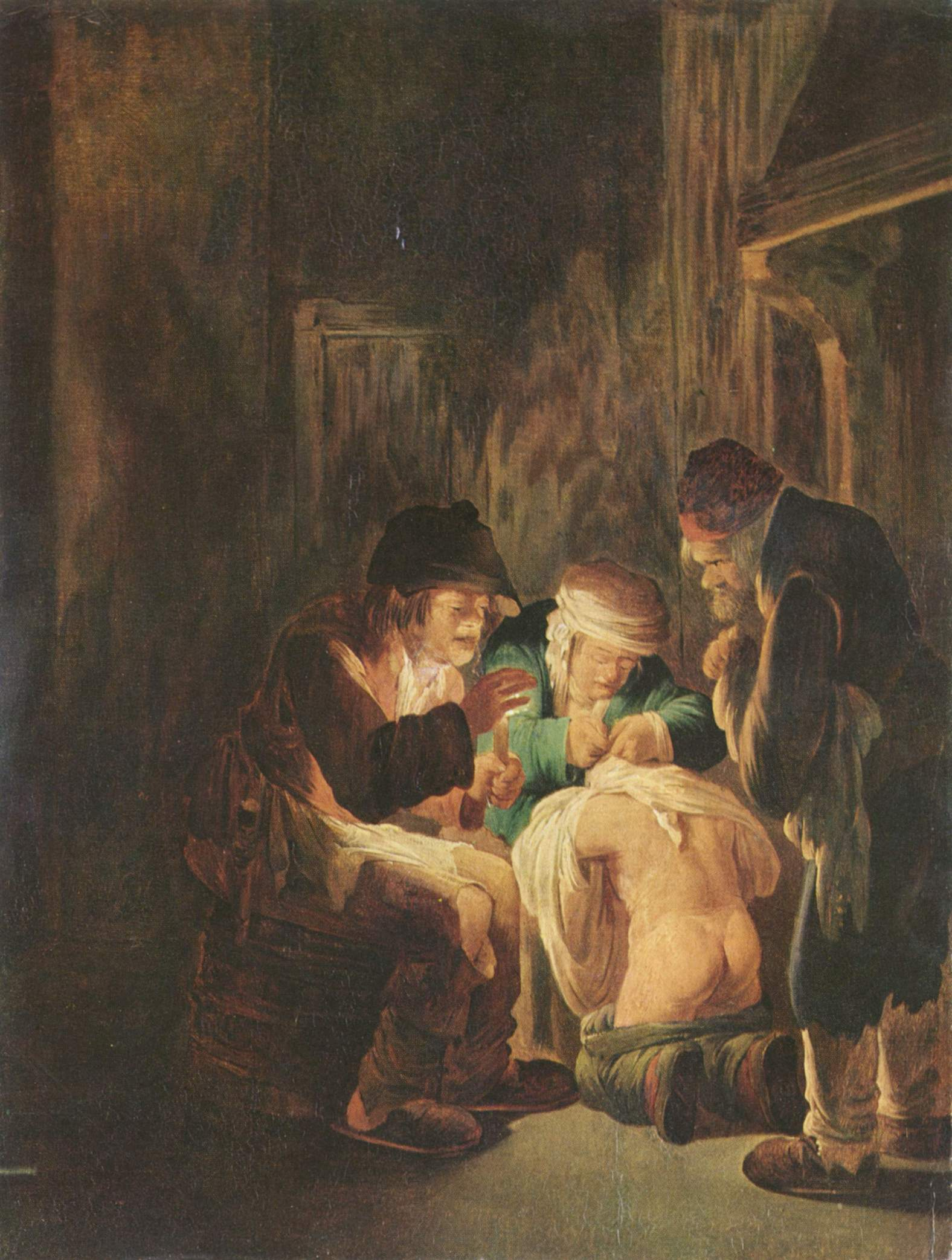
Охота на блох при свечах. 1630. Бумага на холсте, масло. Музей изобразительных искусств, Зугло, Венгрия
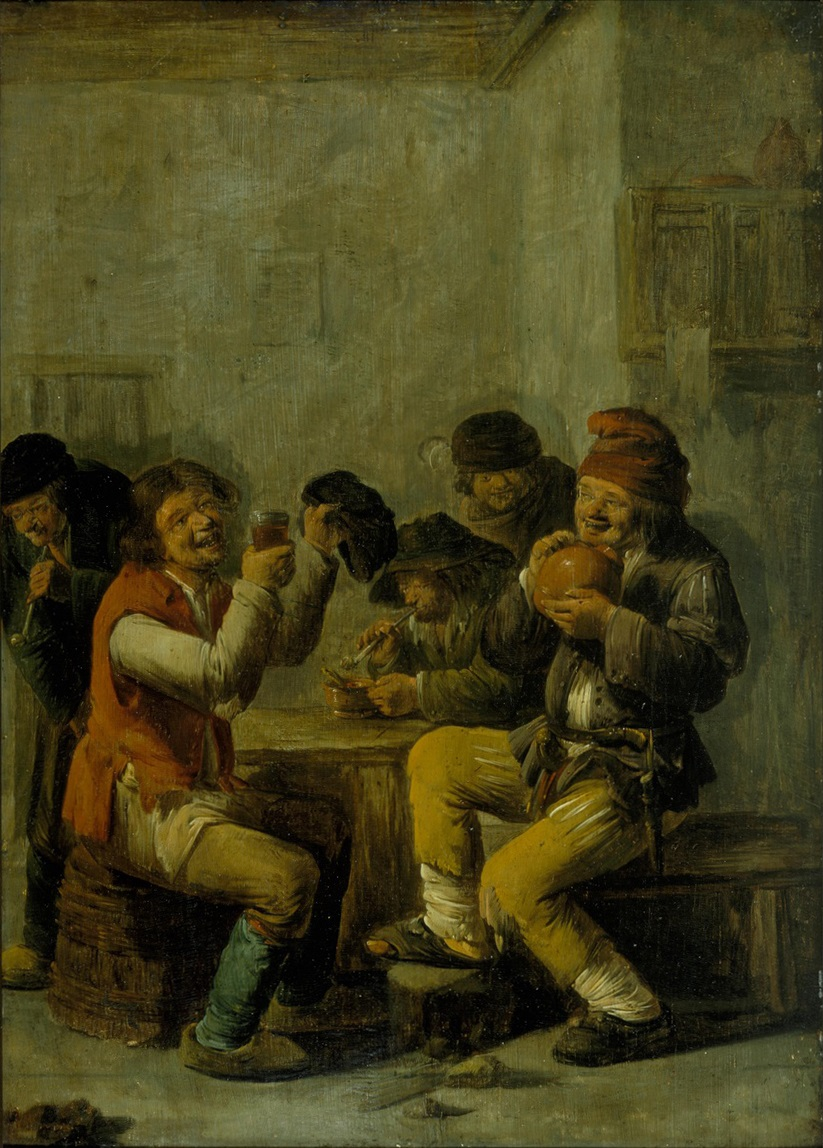
Крестьянская гостиница. 1634. Холст, масло. Центральный музей, Утрехт
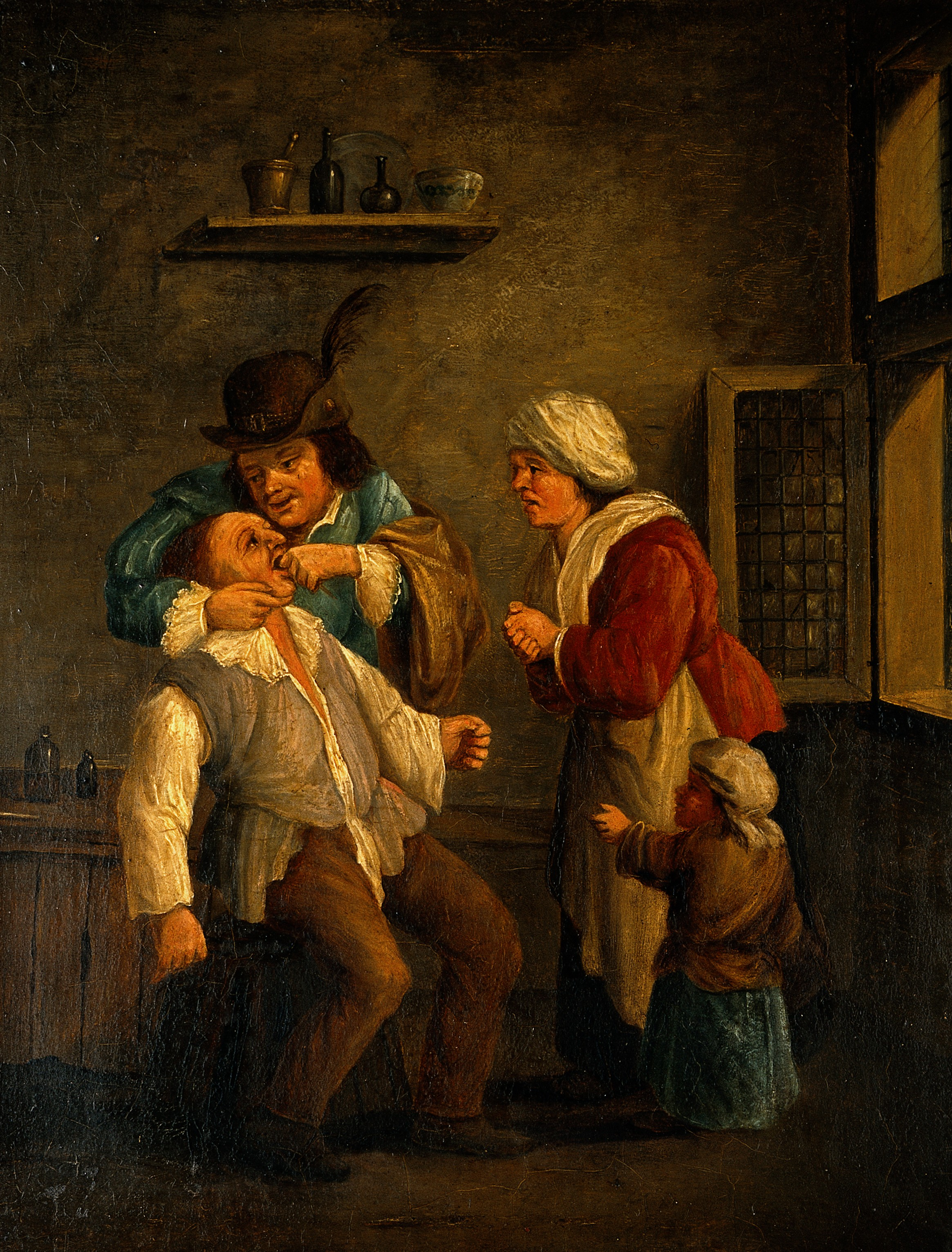
Зубной врач проводит операцию мужчине, за которой наблюдают женщина и ребёнок. Копия картины А. Бота
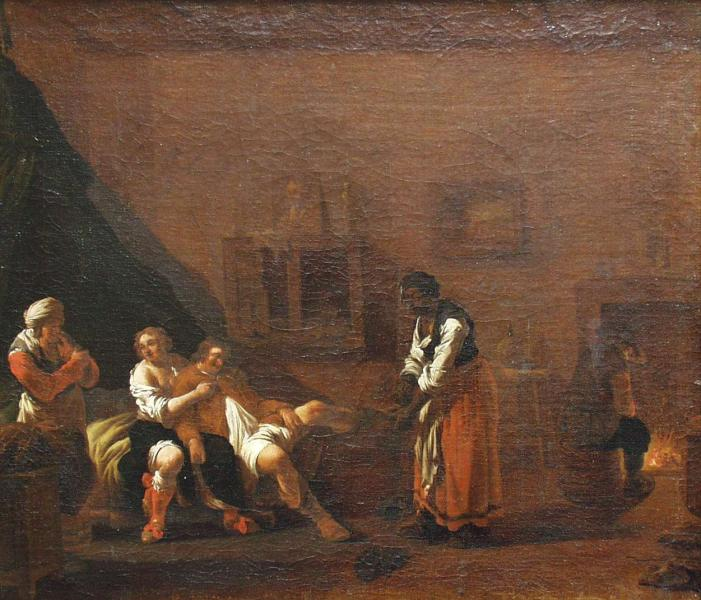
Сцена в борделе. Ок. 1635. Холст, масло. Музей Бредиуса, Гаага
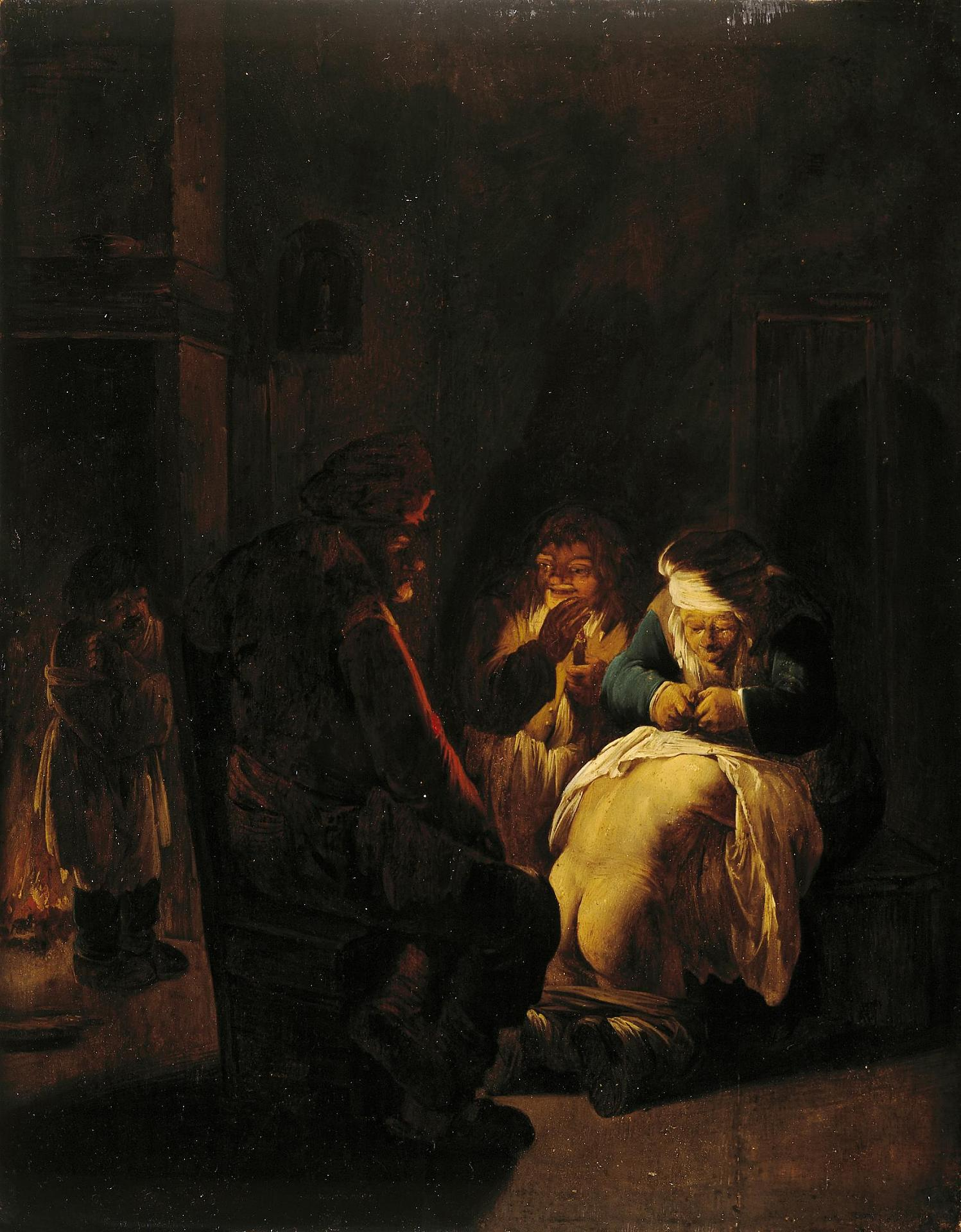
Крестьянская семья. Ок. 1632. Дерево, масло. Государственный Эрмитаж, Санкт-Петербург